# Pamela Rooke
Pamela "Jordan" Rooke (23 juin 1955 – 3 avril 2022), aussi connue sous le nom de Jordan et Jordan Mooney, est une mannequin, actrice et icône punk anglaise. Elle est connue pour avoir travaillé dans la boutique SEX de Vivienne Westwood sur King's Road, dans le Londres des années 1970, et pour avoir participé à un grand nombre de concerts des Sex Pistols. Son style personnel et vestimentaire - cheveux platine bouffants et maquillage imitant les yeux d'un raton-laveur - en font vite une icône de la contre-culture punk londonienne. Avec Johnny Rotten, Soo Catwoman et Siouxsie Sioux, elle est créditée comme étant une des inspirations majeures du look punk londonien.

## Biographie
Elle prend le nom de Jordan à l'âge de 14 ans, alors qu'elle vit à Seaford, dans l'East Sussex. Quand elle arrive pour la première fois au 430 King's Road, London, adresse de la boutique tenue par Vivienne Westwood et Malcolm McLaren, elle porte des talons hauts dorés, une robe résille noire, et des cheveux blancs en pétard. Faute de place, elle travaille d'abord à Harrods, dans une boutique appelée Way In, avant que le manager de la boutique, Michael Collins, ne la rappelle pour l'embaucher.
Pour se rendre au travail, Rooke met chaque jour près de deux heures en train, entre Londres et Seaford,. Son image punk lui cause des problèmes avec d'autres passagers : des touristes cherchent à la payer pour la prendre en photo, des mères lui reprochent son allure de « débauchée ». En une occasion, un passager tente même de la faire sortir de force du train; pour régler la dispute en l'éloignant, la compagnie British Rail lui propose un siège en première classe.
A la fin des années 1970, elle devient manager du groupe Adam and the Ants. Elle est invitée par le groupe à chanter sur la chanson « Lou » (qui parle de Lou Reed) lors des Peel Sessions du DJ John Peel sur la BBC Radio 1, et chantera régulièrement sur cette chanson en live, jusqu'en mai 1978 où elle quitte le groupe. Dans les années 1980, elle gère le groupe Wide Boy Awake, dans lequel son mari de l'époque, Kevin Mooney, ancien bassiste de Adam and the Ants, joue de la guitare.
En 1984, après avoir divorcé de Mooney, elle revient à Seaford, où elle élève des chats burmese et travaille en tant qu'assistante vétérinaire. Son autiobiographie, co-écrite avec Cathi Unsworth, est publiée par Omnibus Press en 2019 sous le titre Defying Gravity: Jordan's Story,.
Pamela « Jordan » Rooke meurt d'un cholangiocarcinome le 3 avril 2022. Elle avait 66 ans.

## Au cinéma
Pamela "Jordan" Rooke fait un caméo dans le premier film de Derek Jarman, Sebastiane, et joue le rôle de l'anti-historienne punk Amyl Nitrate (nommée ainsi d'après une drogue, le nitrite d'amyle, plus connue sous le nom de poppers) dans son film Jubilee. Elle apparaît également dans La Grande Escroquerie du Rock'n'Roll de Julien Temple, où on la voit porter un t-shirt « Only anarchists are pretty » (« Seuls les anarchistes sont beaux »). Elle est visible sur la scène des Sex Pistols lors de leur première performance télévisée en direct de Anarchy in the U.K. en août 1976,.
En 2022, l'actrice Maisie Williams joue le rôle de Jordan dans la minisérie FX Pistol. La série met l'accent sur l'influence politique de Jordan, ainsi que sur la manière dont elle retourne le regard masculin contre lui-même, en s'en servant comme arme. L'épisode 2 de la série est par ailleurs dédié à Pamela « Jordan » Rooke, morte un mois avant sa première diffusion.